# Marin Radu II
Marin Radu (cunoscut sub numele de Radu II; n. 15 martie 1956, Albota, Regiunea Argeș, România) este un fotbalist român, care a jucat la Echipa națională de fotbal a României. Este în prezent antrenor la echipa de juniori, Cs Mioveni Republicani A.
În martie 2008 a fost decorat cu Ordinul „Meritul Sportiv” Clasa a II-a pentru câștigarea Cupei Campionilor Europeni din sezonul 1985-1986.

## Istoric
Născut pe 15 martie 1956 în comuna argeșeană Albota, Radu II a debutat în Divizia A la FC Argeș pentru care a evoluat vreme de 12 ani. A mai jucat doi ani la Steaua București și alți doi ani la Inter Sibiu. 400 este numărul meciurilor disputate pe prima scenă fotbalistică a țării, marcând 196 de goluri.
A obținut titlul de golgeter al României în anii 1979 și 1982, devenind campion și cu FC Argeș și cu Steaua București, câștigând și Cupa Campionilor Europeni cu Steaua
în anul 1986.
A devenit cetațean de onoare a orașului Pitești în noiembrie 2010.

### Carieră internațională
Marin Radu a jucat 7 meciuri la nivel internațional pentru România, debutând pe 12 mai 1976 când antrenorul Ștefan Kovács l-a trimis pe teren în minutul 60 în locul lui Stelian Anghel  într-o înfrângere cu 1–0 în deplasare împotriva Bulgaria în finala prima manșă a Cupa Balcanică 1973–76, prezentând și în victoria cu 3–2 acasă în manșa secundă final. Al treilea joc a fost, de asemenea, împotriva Bulgaria, o victorie cu 2–0 acasă la Cupa Balcanică 1977–80. Radu a mai jucat într-un scor 1–1 împotriva Ciprului la calificările la Euro 1980. Ultima sa apariție pentru echipa națională a fost într-un amical din 1982 împotriva Germania de Est, care s-a încheiat cu o înfrângere cu 4-1.

## Titluri
- Câștigător al Cupei Campionilor Europeni: 1986
- Divizia A: 1979, 1985, 1986
- Cupa României: 1985
- Golgeterul României: 1979, 1981